# Batalha do Estreito da Dinamarca
A Batalha do Estreito da Dinamarca foi um confronto naval da Segunda Guerra Mundial entre navios da Marinha Real Britânica e a Kriegsmarine, que ocorreu no dia 24 de maio de 1941. As embarcações britânicas HMS Hood e HMS Prince of Wales lutaram contra os alemães Bismarck e Prinz Eugen, que estavam tentando entrar no Atlântico Norte, com o objetivo de destruir comboios mercantes aliados.
Menos de dez minutos após os britânicos terem começado a disparar, um projétil do Bismarck atingiu o Hood no paiol de munições. Logo em seguida, o navio explodiu e afundou-se em três minutos. O Prince of Wales continuou no combate, porém passou por problemas com a sua bateria principal, que ainda não havia sido totalmente testada e arrumada. A batalha foi uma vitória tática dos alemães, entretanto, o Bismarck foi forçado a abortar sua missão por causa de danos nos tanques de combustível dianteiros e foi afundado três dias depois.

## O início da caçada

### Preparativos de combate
Na primavera de 1941, a espionagem britânica sabia que o Bismarck estava pronto para zarpar, mas uma série de contratempos atrasou a sua saída do porto polonês de Gdynia até o mês de maio. O plano estratégico original previa que o Bismarck se juntaria ao Scharnhorst e ao Gneisenau no Atlântico, com o objetivo de destruírem os comboios de navios mercantes que iam para o Reino Unido. Os dois navios, porém, estavam em reparação quando o Bismarck ficou pronto para ser lançado ao mar.
Dadas as dimensões e a potência de fogo do Bismarck, o comando naval alemão sabia que a Marinha Real Britânica havia se preparado com todas as suas forças. Assim, o couraçado e o Prinz Eugen, seu companheiro na caça aos navios mercantes inimigos, deviam passar, sem serem descobertos, do Báltico para o Mar do Norte, para daí entrarem no Atlântico. Assim, se o Bismarck conseguisse chegar ao mar aberto, seria impossível localizá-lo. A importância da missão era do conhecimento do almirante Günther Lütjens, comandante da força naval no Atlântico Norte, e do capitão Ernst Lindemann, comandante do Bismarck.

## Livre para movimentação
Às 2 horas da madrugada de 19 de maio de 1941, o Bismarck partiu. Depois de se juntar ao Prinz Eugen, chegou às águas do Báltico e rumou para o Norte. Lütjens seguiu uma rota adequada para se manter fora do raio de ação dos bombardeiros ingleses, mas isso o obrigou a entrar em águas suecas. Às 12 horas de 20 de maio, um navio sueco avistou o Bismarck e seguiu até o Norte. Vinte e quatro horas mais tarde, um Supermarine Spitfire da Força Aérea Britânica localizou-o no fiorde de Bergen. Com liberdade para se movimentar, o Bismarck criava muitos problemas táticos ao almirante John Tovey, comandante da Frota Doméstica britânica em Scapa Flow, nas Ilhas Órcardes: os alemães pretendiam empreender uma ação contra a Islândia ou tentavam entrar no Atlântico. Esta última hipótese era a mais perigosa e, logo que foi informado da detecção feita pelo Spitfire, Tovey deslocou as suas forças para bloquear todas as saídas do Bismarck. O cruzador pesado HMS Suffolk foi juntar-se ao HMS Norfolk no estreito da Dinamarca, enquanto se alertava o resto da frota, incluindo o HMS Hood e o HMS Prince of Wales.
Enquanto Tovey acreditava que o Bismarck ainda estivesse próximo do fiorde de Bergen, o couraçado alemão já navegava para o Norte. Só na noite de 21 de maio, o almirante britânico descobriu que o rastro do Bismarck desaparecera (de fato, ele voltara a navegar a 12 horas). Tovey deixou imediatamente Scapa Flow para ir ao King George V, acompanhado do porta-aviões HMS Victorious, quatro cruzadores e sete contratorpedeiros. O cruzador de batalha HMS Repulse zarpou de Firth of Clyde (no canal do Norte) para juntar-se à força principal no Atlântico. Entretanto, Tovey tinha que esperar que o Bismarck fosse localizado.

## Bismarcké localizado
As embarcações moviam-se às cegas na imensidão do Atlântico e, devido à escassa disponibilidade de informações por parte dos serviços secretos alemães, Lütjens também se encontrava diante do dilema de ter que mover a rainha rumo ao perigo. Uma informação de reconhecimento, chegada a Lütjens na noite de 22 de maio, confirmava as suspeitas dos alemães de que a Frota Doméstica estivera fundeada em Scarpa Flow. Ordenou, então, uma mudança de rumo que, levando-o ao estreito da Dinamarca, colocaria o Bismarck no meio da frota britânica, que o julgava a centenas de quilômetros.
Os cruzadores Norfolk e Suffolk tinham por missão patrulhar o Estreito da Dinamarca, usando o radar do Suffolk para explorar a zona. Mas não foi o radar quem localizou os dois cascos cinzentos que avançavam na névoa, às 17h22 de 23 de maio, mas sim uma lancha desse navio. O Suffolk virou-se para estibordo, para controlar e seguir com o radar os navios alemães, bem como deu indicações ao Norfolk para se juntar à caçada.
Centenas de milhas mais longe, em pleno Atlântico, o almirante Tovey pôs-se imediatamente em ação assim que recebeu o sinal de rádio enviado pelo Suffolk, informando-o da detecção. O Hood, a maior e mais velha unidade da frota britânica, e o Prince of Wales, de construção mais recente, receberam ordem para interceptar o inimigo.

## A destruição do Hood
O vice-almirante Lancelot Holland, comandante do Hood, sabia que a blindagem da coberta de seu navio era muito fraca para a batalha que era iminente e pensava que a melhor maneira de enfrentar o Bismarck seria fazê-lo de proa. 
Às 5h53 de 24 de maio iniciou-se o combate. O Suffolk e o Norfolk mantinham-se afastados porque estavam conscientes do menor poder de fogo das suas baterias em relação às do navio adversário. O contato foi muito breve: o Hood e o Prince of Wales foram os primeiros a disparar, mas a resposta do alemão foi mortal. Na quinta salva de canhão, o Bismarck acertou o paiol de munições do Hood, provocando uma grande explosão. O navio partiu-se ao meio antes de afundar com os 1 415 homens, que constituíam a tripulação; apenas três sobreviveram.
O Bismarck e o Prinz Eugen manobraram para atacar o Prince of Wales, mas o comandante do navio britânico preferiu fugir, dadas as condições desfavoráveis do Prince of Wales em relação aos seus adversários.

## Danos sofridos em combate
O Bismarck conseguira uma vitória rápida e decisiva, mas um projétil perfurara-lhe o casco junto à linha de flutuação e a água entrava em abundância. Agora era impossível dar caça aos navios mercantes que se dirigiam para o Reino Unido. Lütjens decidiu rumar para a França para reparos, mas não conseguiu escapar do Norfolk nem do Suffolk, que continuavam a vigiar o Bismarck.
O afundamento do Hood obrigou o almirantado britânico a colocar em ação outros navios. Foi dada a ordem à força H, constituída pelo porta-aviões HMS Ark Royal, pelo cruzador de batalha HMS Renown e por uma grande quantidade de embarcações menores, para que deixassem Gibraltar e rumassem para o Norte. Entretanto, durante as horas de luz do dia 24 de maio, os couraçados HMS King George V, HMS Rodney e o porta-aviões Victorius estavam no Atlântico para caçar o Bismarck, ao mesmo tempo que o Prince of Wales, o Norfolk e o Suffolk o vigiavam decididamente.
Quando as condições meteorológicas pioraram, a missão dos perseguidores tornou-se mais difícil, o que representava uma vantagem para Lütjens. Às 18h30, os operadores de radar do Suffolk perceberam que tinham se aproximado com demasiada rapidez do Bismarck e que em pouco tempo o navio britânico ficaria no alcance de seus canhões. O Prince of Wales abriu fogo para defender o Suffolk, antes que o Bismarck pudesse desaparecer no nevoeiro. Não houve perdas humanas, mas com esta ação Lütjens conseguiu cobrir a fuga do Prinz Eugen, que pôde seguir sozinho a rota até França.